# Modła (powiat bolesławiecki)
Modła (niem. Modlau) – wieś w Polsce położona w województwie dolnośląskim, w powiecie bolesławieckim, w gminie Gromadka.
W latach 1975–1998 miejscowość należała administracyjnie do województwa legnickiego.

## Historia
W dokumencie księżnej świdnicko-jaworskiej Agnieszki z 1381 wieś figuruje pod nazwą Model, był to stary ośrodek hutnictwa żelaza opartego na rudach bagiennych. W 1425 wymieniana jest tu kuźnica żelaza, a w 1475 dwie kuźnice. Od 1402 wieś stanowiła własność rodziny von Landskron, od 1482 do 1828 rodu von Bibran, a od 1828 do 1857 von Block-Bibran. W 1854 uruchomiona została huta żelaza Wilhelmina, w 1875 doprowadzono kolej łącząc Modłę z Wrocławiem i Żaganiem. Od 1857 do 1945 wieś stanowiła własność rodziny von Rittberg.

## Zabytki
We wsi znajdują się pozostałości pałacu, wzniesionego w roku 1564 przez Mikołaja Bibrana. Był on przebudowywany dwukrotnie, w latach 1769 i 1869. Budowla wzniesiona na planie prostokąta liczyła trzy – cztery kondygnacje. Zachowały się obramienia renesansowe.
Wykaz zabytków nieruchomych wpisanych do rejestru zabytków Narodowego Instytutu Dziedzictwa:
- zespół pałacowy z XVI wieku, przebudowywany w XVIII-XIX wieku:
  - pałac – nr rej: 453 z 3.06.1957 (brak dec.KOBiDZ)
  - park – nr rej: 659/L z 15.06.1985
- zespół młyna wodnego z początku XX wieku – nr rej.: 139/A/02 z 24.10.2002
  - młyn,
  - siłownia,
  - dom mieszkalny.
- kościół poewangelicki zbudowany w 1875-1877 według projektu Karla Lüdecke. Pierwszy kościół powstał z inicjatywy Mikołaja von Bibrana w 1580, przejęty w 1654 przez katolików został w późniejszym czasie zwrócony ewangelikom. Świątynia ta w 1874 uległa spaleniu, rok później rozpoczęto budowę obecnej[4].

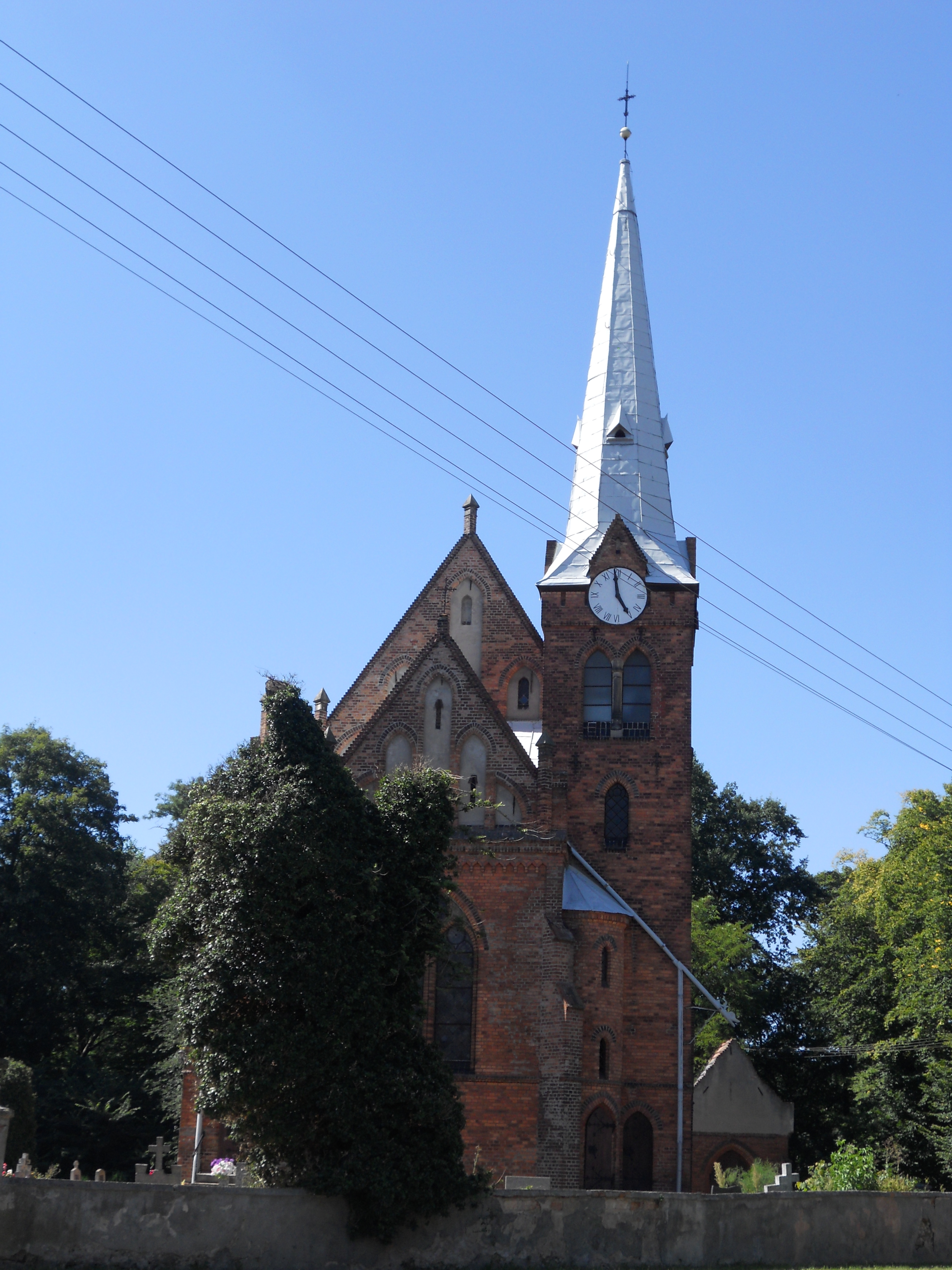
Kościół Matki Bożej Różańcowej
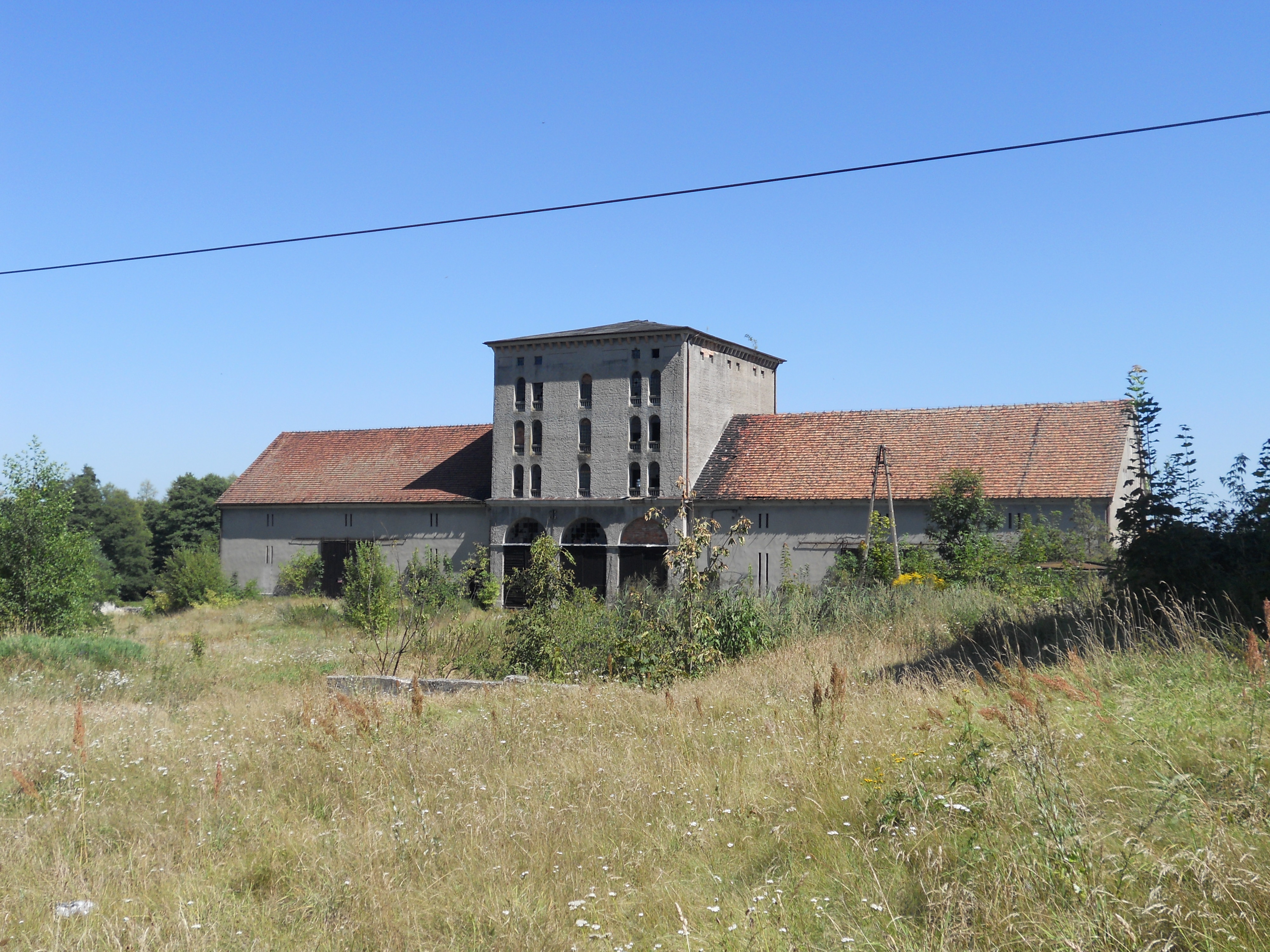
Spichlerz w zespole pałacowo-parkowym
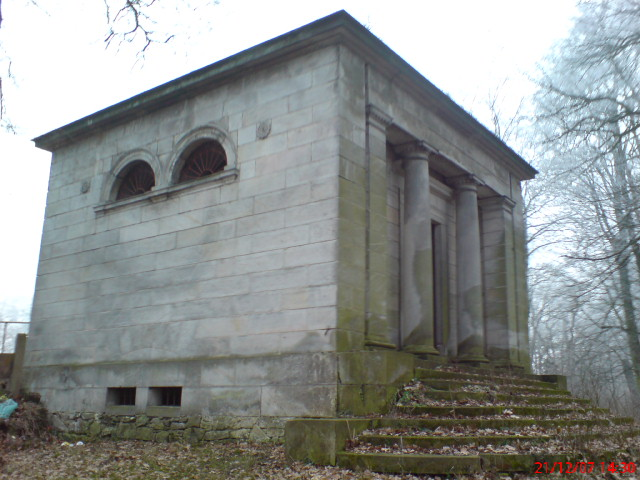
Mauzoleum
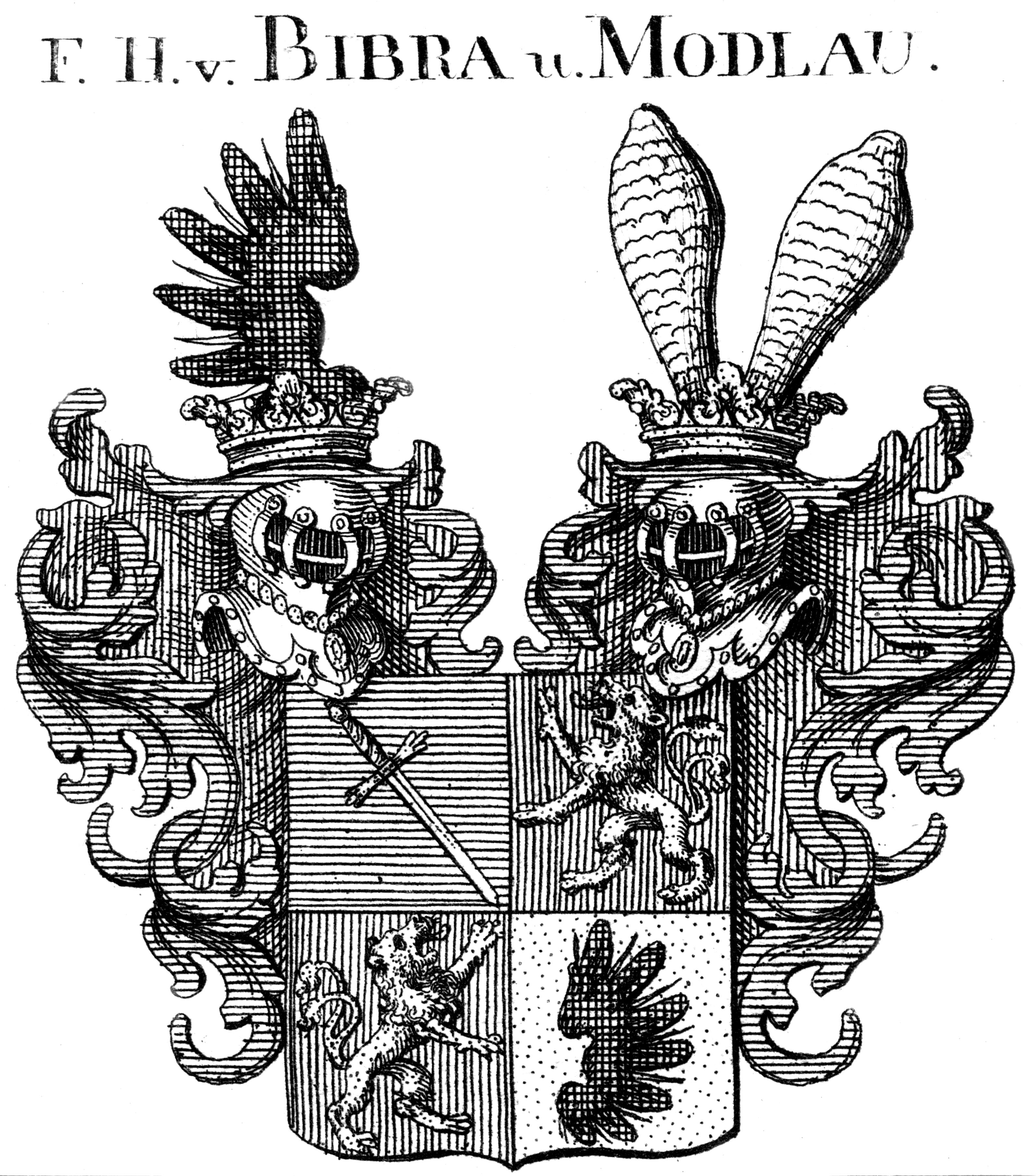
Herb von Bibran-Modlau(inne języki)